# (33454) Neilclaffey
1999 FJ27 (asteroide 33454) é um asteroide da cintura principal. Possui uma excentricidade de 0.17120120 e uma inclinação de 5.15633º.
Este asteroide foi descoberto no dia 19 de março de 1999 por LINEAR em Socorro.